# Moussa Koussa
Moussa Koussa (en arabe : موسى كوسا), né entre 1946 et 1950 à Tripoli, 
est un homme politique libyen. 
Il fut entre 1994 et 2009 le chef des services de sécurité et du renseignement extérieur de la Jamahiriya arabe libyenne. Il fut ensuite ministre des Affaires étrangères de son pays (avec le titre de Secrétaire du comité populaire général des Relations extérieures et de la Coopération internationale), de sa nomination le 4 mars 2009, en remplacement de Abdel Rahman Shalgham,, à sa démission le 28 mars 2011.

## Carrière

### De 1950 à 1999
Moussa Koussa, né entre 1946 et 1950 à Tripoli selon divers articles de presse, a reçu un diplôme de sociologie de l'université d'État du Michigan en 1978 avant de consacrer sa thèse à une biographie du raïs libyen Mouammar Kadhafi.
Il est responsable de la sécurité des ambassades libyennes pour l'Europe du Nord de 1979 à 1982, période durant laquelle il supervise la traque des opposants en exil dont une demi-douzaine sont assassinés au cours de cette période. 
Il a servi comme chef de la mission diplomatique de la Jamahiriya (au rang d'ambassadeur) à Londres jusqu'en juin 1980 d'où il est expulsé après avoir déclaré que son pays allait exécuter deux opposants sur le sol britannique. De retour à Tripoli, il fait partie du directoire des Comités révolutionnaires, organe de répression du régime de Kadhafi, qui planifie et ordonne les assassinats politiques.
En 1984, il rejoint le bureau pour la sécurité extérieure (la Mathaba) que dirige le colonel Younes Bilgasim, afin de coordonner les « mouvements de libération », particulièrement en Afrique. Il est mis en cause dans l'Attentat de Lockerbie qui fit 270 victimes en Écosse fin 1988.
En 1992, il est nommé vice-ministre des Affaires étrangères et devient le tuteur de Saïf al-Islam Kadhafi, fils et successeur putatif de Mouammar Kadhafi. Il est ensuite nommé en 1994 chef des services de sécurité et directeur des renseignements extérieurs de la Libye.

### De 2000 à 2011
Après avoir longtemps été interdit de séjour aux États-Unis pour son implication dans le terrorisme d'État de la Jamahiriya, il permit le rapprochement entre la Libye et les États-Unis en fournissant des informations utilisées dans le cadre de la guerre contre le terrorisme et la lutte contre la prolifération nucléaire depuis le 11 septembre 2001. 
Il est mis en cause dans une tentative d'assassinat du prince héritier d'Arabie saoudite Sultan ben Abdelaziz Al Saoud en 2004.
Il est nommé le 4 mars 2009 ministre des Affaires étrangères de son pays, en remplacement de Abdel Rahman Shalgham.

### Défection
Le 28 mars 2011, lors de la révolte libyenne de 2011 et l'intervention militaire en Libye décrétée par l'ONU à l'encontre de son gouvernement, il quitte Tripoli et se rend à Tunis, officiellement pour une visite privée.
Deux jours plus tard, il s'envole pour Londres où il demande asile au Royaume-Uni. Il annonce le soir même avoir démissionné de ses fonctions de ministre des Affaires étrangères et dénonce les attaques menées contre son peuple par le régime de Kadhafi.
En avril 2012, il affirme que le document publié par Mediapart concernant un possible financement de la campagne électorale de Sarkozy en 2007 par la Libye est un faux. Il s'agissait d'une note, signée par lui, dans lesquels Tripoli promettait « 50 millions d'euros » à Sarkozy ; elle ne précise pas si ces fonds ont été versés. Le président Sarkozy et son entourage ont qualifié la note de « faux » et le site Mediapart d' « officine de la gauche ».
Lors de son audition le 5 août 2014, Moussa Koussa déclare que « Le contenu n’est pas faux, mais la signature est fausse ». « Ce n’est pas moi qui ai signé ». L'authenticité du document est donc renforcée pour Mediapart, alors que pour Vanity Fair la justice renforce bien ses soupçons sur la validité du document. En outre, d'après l'avis unanime de trois experts en écritures mandatés par la justice française, la signature est bien la sienne,.

### Sources
- TTU n° 946, 31 octobre 2007
- Mustapha Tossa, Kadhafi, le nouvel ami américain, Maroc Hebdo
- Les habits neufs de Moussa Koussa, Jeune Afrique, 29 janvier 2002
- L'homme de confiance du «guide», Moussa Koussa, Le Nouvel Observateur